# Windsurf World Cup 2005
Der Windsurf World Cup 2005 begann mit dem Indoor World Cup im Exhibition Centre London (Großbritannien) am 10. Januar 2005 und endete mit dem Grand-Slam auf Sylt (Deutschland) am 3. Oktober 2005.

## World-Cup-Wertungen

### Wave
| Rang | Name                   | Land                   | Punkte |
| ---- | ---------------------- | ---------------------- | ------ |
| 01   | Kauli Seadi            | Brasilien              | 6152   |
| 02   | Nik Baker              | Vereinigtes Königreich | 5839   |
| 03   | Robby Swift            | Vereinigtes Königreich | 5757   |
| 04   | Kevin Pritchard        | Vereinigte Staaten     | 5674   |
| 05   | Víctor Fernández López | Spanien                | 5526   |
| 06   | Scott McKercher        | Australien             | 5460   |
| 07   | Bjørn Dunkerbeck       | Spanien                | 5394   |
| 08   | Vidar Jensen           | Norwegen               | 5229   |
| 09   | Alex Mussolini         | Spanien                | 5222   |
| 10   | Josh Angulo            | Vereinigte Staaten     | 5212   |

| Rang | Name                      | Land        | Punkte |
| ---- | ------------------------- | ----------- | ------ |
| 01   | Daida Ruano Moreno        | Spanien     | 2100   |
| 02   | Iballa Ruano Moreno       | Spanien     | 2067   |
| 03   | Karin Jaggi               | Schweiz     | 2034   |
| 04   | Nayra Alonso              | Spanien     | 2001   |
| 05   | Junko Nagoshi             | Japan       | 1952   |
| 05   | Anne-Marie Reichman       | Niederlande | 1952   |
| 07   | Ulrike Hölzl              | Österreich  | 1886   |
| 08   | Silvia Alba Orozco        | Spanien     | 1886   |
| 09   | Yolanda Freites de Brendt | Venezuela   | 1787   |
| 09   | Ania Ostrowska            | Polen       | 1787   |
| 09   | Nina Tjernberg            | Schweden    | 1787   |
| 09   | Frida Wiräus              | Schweden    | 1787   |

### Freestyle
| Rang | Name                   | Land               | Punkte |
| ---- | ---------------------- | ------------------ | ------ |
| 01   | Ricardo Campello       | Venezuela          | 4068   |
| 02   | Douglas Diaz           | Venezuela          | 4035   |
| 03   | Gollito Estredo        | Venezuela          | 4035   |
| 03   | Kauli Seadi            | Brasilien          | 4035   |
| 05   | Anthony Ruenes         | Frankreich         | 3870   |
| 06   | Elton Frans            | Bonaire            | 3705   |
| 07   | Kevin Mevissen         | Niederlande        | 3705   |
| 08   | Nicholas Warmuth       | Vereinigte Staaten | 3623   |
| 09   | Antxon Otaegui         | Spanien            | 3573   |
| 10   | Víctor Fernández López | Spanien            | 3524   |

| Rang | Name                      | Land       | Punkte |
| ---- | ------------------------- | ---------- | ------ |
| 01   | Daida Ruano Moreno        | Spanien    | 4200   |
| 02   | Karin Jaggi               | Schweiz    | 4134   |
| 03   | Silvia Alba Orozco        | Spanien    | 4019   |
| 04   | Iballa Ruano Moreno       | Spanien    | 4002   |
| 05   | Junko Nagoshi             | Japan      | 3854   |
| 06   | Ania Ostrowska            | Polen      | 3706   |
| 07   | Nayra Alonso              | Spanien    | 3656   |
| 08   | Yolanda Freites de Brendt | Venezuela  | 3656   |
| 09   | Astrid Muldoon            | Frankreich | 3623   |
| 10   | Ulrike Hölzl              | Österreich | 3590   |

### Slalom
| Rang | Name              | Land                         | Punkte |
| ---- | ----------------- | ---------------------------- | ------ |
| 01   | Micah Buzianis    | Vereinigte Staaten           | 4167   |
| 01   | Bjørn Dunkerbeck  | Spanien                      | 4167   |
| 03   | Antoine Albeau    | Frankreich                   | 4035   |
| 04   | Kevin Pritchard   | Vereinigte Staaten           | 3804   |
| 05   | Arnon Dagan       | Israel                       | 3771   |
| 06   | Cyril Moussilmani | Frankreich                   | 3705   |
| 07   | Jimmy Diaz        | Amerikanische Jungferninseln | 3705   |
| 08   | Ben van der Steen | Niederlande                  | 3672   |
| 09   | Dan Ellis         | Vereinigtes Königreich       | 3540   |
| 10   | Peter Volwater    | Niederlande                  | 3507   |

| Rang | Name             | Land                   | Punkte |
| ---- | ---------------- | ---------------------- | ------ |
| 01   | Karin Jaggi      | Schweiz                | 2100   |
| 02   | Valérie Ghibaudo | Frankreich             | 2067   |
| 03   | Allison Shreeve  | Australien             | 2034   |
| 04   | Verena Fauster   | Italien                | 2001   |
| 05   | Marion Raïsi     | Frankreich             | 1986   |
| 06   | Zara Davis       | Vereinigtes Königreich | 1935   |
| 07   | Birgit Höfer     | Deutschland            | 1902   |

### Super-X
| Rang | Name              | Land                   | Punkte |
| ---- | ----------------- | ---------------------- | ------ |
| 01   | Matt Pritchard    | Vereinigte Staaten     | 4200   |
| 02   | Cyril Moussilmani | Frankreich             | 4035   |
| 02   | Kevin Pritchard   | Vereinigte Staaten     | 4035   |
| 04   | Robby Swift       | Vereinigtes Königreich | 4035   |
| 05   | Nik Baker         | Vereinigtes Königreich | 3936   |
| 06   | Julien Taboulet   | Frankreich             | 3771   |
| 07   | Peter Volwater    | Niederlande            | 3738   |
| 08   | Nicolas Reynes    | Frankreich             | 3474   |
| 09   | Ricardo Campello  | Venezuela              | 3441   |
| 10   | Vidar Jensen      | Norwegen               | 3117   |

| Rang | Name                | Land        | Punkte |
| ---- | ------------------- | ----------- | ------ |
| 01   | Karin Jaggi         | Schweiz     | 2100   |
| 02   | Junko Nagoshi       | Japan       | 2067   |
| 03   | Daida Ruano Moreno  | Spanien     | 2034   |
| 04   | Iballa Ruano Moreno | Spanien     | 2001   |
| 05   | Silvia Alba Orozco  | Spanien     | 1968   |
| 06   | Astrid Muldoon      | Frankreich  | 1935   |
| 07   | Nayra Alonso        | Spanien     | 1902   |
| 08   | Marie Tjernberg     | Schweden    | 1869   |
| 08   | Femke van der Valk  | Niederlande | 1869   |
| 10   | Ulrike Hölzl        | Österreich  | 1836   |

## Podestplatzierungen Männer

### Wave
| Datum               | Ort            | 1. Platz                                                   | 2. Platz                                                   | 3. Platz                                                   |
| ------------------- | -------------- | ---------------------------------------------------------- | ---------------------------------------------------------- | ---------------------------------------------------------- |
| 28.03. – 04.04.2005 | Maui           | Josh Angulo                                                | Kauli Seadi                                                | Matt Pritchard                                             |
| 15.06. – 19.06.2005 | Cascais        | Matt Pritchard                                             | Kauli Seadi                                                | Alex Mussolini                                             |
| 28.06. – 06.07.2005 | Pozo Izquierdo | Kauli Seadi                                                | Nik Baker                                                  | Ricardo Campello                                           |
| 23.09. – 03.10.2005 | Sylt           | Wegen zu wenig Wind abgebrochen und die Punkte aufgeteilt. | Wegen zu wenig Wind abgebrochen und die Punkte aufgeteilt. | Wegen zu wenig Wind abgebrochen und die Punkte aufgeteilt. |

### Freestyle
| Datum               | Ort            | 1. Platz                      | 2. Platz                      | 3. Platz                      |
| ------------------- | -------------- | ----------------------------- | ----------------------------- | ----------------------------- |
| 15.05. – 22.05.2005 | Kralendijk     | Wegen zu wenig Wind abgesagt. | Wegen zu wenig Wind abgesagt. | Wegen zu wenig Wind abgesagt. |
| 28.06. – 06.07.2005 | Pozo Izquierdo | Ricardo Campello              | Anthony Ruenes                | Kauli Seadi                   |
| 09.07. – 17.07.2005 | Costa Teguise  | Douglas Diaz                  | Elton Frans                   | Gollito Estredo               |

### Slalom
| Datum               | Ort         | 1. Platz         | 2. Platz         | 3. Platz       |
| ------------------- | ----------- | ---------------- | ---------------- | -------------- |
| 22.07. – 30.07.2005 | Costa Calma | Micah Buzianis   | Bjørn Dunkerbeck | Finian Maynard |
| 23.09. – 03.10.2005 | Sylt        | Bjørn Dunkerbeck | Micah Buzianis   | Antoine Albeau |

### Super-X
| Datum               | Ort                | 1. Platz                      | 2. Platz                      | 3. Platz                      |
| ------------------- | ------------------ | ----------------------------- | ----------------------------- | ----------------------------- |
| 19.04. – 25.04.2005 | Leucate            | Matt Pritchard                | Cyril Moussilmani             | Robby Swift                   |
| 31.05. – 05.06.2005 | Sant Pere Pescador | Wegen zu wenig Wind abgesagt. | Wegen zu wenig Wind abgesagt. | Wegen zu wenig Wind abgesagt. |
| 09.07. – 17.07.2005 | Costa Teguise      | Matt Pritchard                | Kevin Pritchard               | Nik Baker                     |

### Indoor
| Datum               | Ort    | 1. Platz         | 2. Platz    | 3. Platz    |
| ------------------- | ------ | ---------------- | ----------- | ----------- |
| 10.01. – 16.01.2005 | London | Ricardo Campello | Josh Angulo | Robby Swift |

## Podestplatzierungen Frauen

### Wave
| Datum               | Ort            | 1. Platz                      | 2. Platz                      | 3. Platz                      |
| ------------------- | -------------- | ----------------------------- | ----------------------------- | ----------------------------- |
| 28.03. – 04.04.2005 | Maui           | Daida Ruano Moreno            | Iballa Ruano Moreno           | Jennifer Henderson            |
| 28.06. – 06.07.2005 | Pozo Izquierdo | Daida Ruano Moreno            | Iballa Ruano Moreno           | Karin Jaggi                   |
| 23.09. – 03.10.2005 | Sylt           | Wegen zu wenig Wind abgesagt. | Wegen zu wenig Wind abgesagt. | Wegen zu wenig Wind abgesagt. |

### Freestyle
| Datum               | Ort            | 1. Platz                      | 2. Platz                      | 3. Platz                                |
| ------------------- | -------------- | ----------------------------- | ----------------------------- | --------------------------------------- |
| 15.05. – 22.05.2005 | Kralendijk     | Wegen zu wenig Wind abgesagt. | Wegen zu wenig Wind abgesagt. | Wegen zu wenig Wind abgesagt.           |
| 28.06. – 06.07.2005 | Pozo Izquierdo | Daida Ruano Moreno            | Karin Jaggi                   | Iballa Ruano Moreno                     |
| 09.07. – 17.07.2005 | Costa Teguise  | Daida Ruano Moreno            | Karin Jaggi                   | Silvia Alba Orozco Sarah-Quita Offringa |

### Slalom
| Datum               | Ort         | 1. Platz    | 2. Platz         | 3. Platz        |
| ------------------- | ----------- | ----------- | ---------------- | --------------- |
| 22.07. – 30.07.2005 | Costa Calma | Karin Jaggi | Valérie Ghibaudo | Allison Shreeve |

### Super-X
| Datum               | Ort           | 1. Platz    | 2. Platz      | 3. Platz           |
| ------------------- | ------------- | ----------- | ------------- | ------------------ |
| 09.07. – 17.07.2005 | Costa Teguise | Karin Jaggi | Junko Nagoshi | Daida Ruano Moreno |

### Indoor
| Datum                   | Ort    | 1. Platz           | 2. Platz            | 3. Platz    |
| ----------------------- | ------ | ------------------ | ------------------- | ----------- |
| 10.01.2005 – 16.01.2005 | London | Daida Ruano Moreno | Iballa Ruano Moreno | Karin Jaggi |

## Konstrukteurscup
| Rang | Firma        | Punkte |
| ---- | ------------ | ------ |
| 01   | F2           | 2,75   |
| 02   | Mistral      | 3,4    |
| 03   | Fanatic      | 7,5    |
| 04   | JP Australia | 7,7    |
| 05   | Tabou        | 17,7   |

| Rang | Firma       | Punkte |
| ---- | ----------- | ------ |
| 01   | North Sails | 2,75   |
| 02   | NeilPryde   | 6,7    |
| 03   | Gaastra     | 8,7    |
| 04   | Naish       | 9,2    |
| 05   | Maui Sails  | 12,5   |

| Rang | Firma       | Punkte |
| ---- | ----------- | ------ |
| 01   | North Sails | 2,75   |
| 02   | NeilPryde   | 6,7    |
| 03   | Gaastra     | 8,7    |
| 04   | Naish       | 9,2    |
| 05   | Maui Sails  | 12,5   |